# جيريمي سولنييه
جيريمي سولنييه (بالإنجليزية: Jeremy Saulnier)‏ هو مخرج أفلام أمريكي ولد بتاريخ 10 يونيو 1976.

## أعماله
من أعماله فيلم خراب أزرق والغرفة الخضراء وامسك الظلام.